# Березуй
Березуй — посёлок в Болховском районе Орловской области. Входит в состав Новосинецкого сельского поселения. Население — 16 чел. (2010).

## География
Посёлок находится в северной части Орловской области, в лесостепной зоне, в пределах центральной части Среднерусской возвышенности.
Уличная сеть представлена одним объектом: Весёлая улица.
Географическое положение: в 18 километрах от районного центра — города Болхов, в 38 километрах от областного центра — города Орёл и в 289 километрах от столицы — Москвы.
Часовой пояс
Посёлок Березуй, как и вся Орловская область, находится в часовой зоне МСК (московское время). Смещение применяемого времени относительно UTC составляет +3:00.
Климат близок к умеренно-холодному, количество осадков является значительным, с осадками даже в засушливый месяц. Среднегодовая норма осадков — 627 мм. Среднегодовая температура воздуха в Болховском районе — 5,1 °C.

## Население
Проживают (на 2017—2018 гг.) 22 жителя, 3 чел. — до 7 лет, 5 чел. — от 7 до 18 лет, 4 чел. — от 18 до 30 лет, 7 чел. — от 30 до 50 лет и 3 чел. — от 50 до 60 лет.
| 2010 |
| ---- |
| 16   |

Гендерный состав
По данным Всероссийской переписи населения 2010 года в гендерной структуре населения мужчины составляют 56,3% (9 чел.), а женщины — 43,7% (7 чел.).

## Транспорт
Рядом с посёлком проходит автодорога федерального значения Р92.